# Walerij Bułyszew
Walerij Pawłowicz Bułyszew (ros. Валерий Павлович Булышев, ur. 15 czerwca 1939 w Sejitłerze w obwodzie krymskim, zm. 15 sierpnia 2013 we Wsiewołożsku) – radziecki lekkoatleta, średniodystansowiec, wicemistrz Europy z 1962.
Wystąpił w biegu na 800 metrów na igrzyskach olimpijskich w 1960 w Rzymie, lecz odpadł w ćwierćfinale. Zdobył srebrny medal w tej konkurencji na mistrzostwach Europy w 1962 w Belgradzie, za Manfredem Matuschewskim. Startował na tych mistrzostwach również w sztafecie 4 × 400 metrów, która odpadła w eliminacjach.
Na igrzyskach olimpijskich w 1964 w Tokio odpadł w półfinale biegu na 800 metrów.
Był mistrzem ZSRR w biegu na 800 metrów w 1963 i 1964 oraz wicemistrzem w 1960, 1961 i 1962, a także mistrzem w 1959 i brązowym medalistą w 1962 w sztafecie 4 × 400 metrów. Zdobył również brązowy medal halowych mistrzostw Stanów Zjednoczonych (AAU) w biegu na 1000 jardów w 1963.
Dwukrotnie poprawiał rekord ZSRR w biegu na 800 metrów do czasu 1:46,9 (28 sierpnia 1964 w Kijowie).